# Salvamento (béisbol)

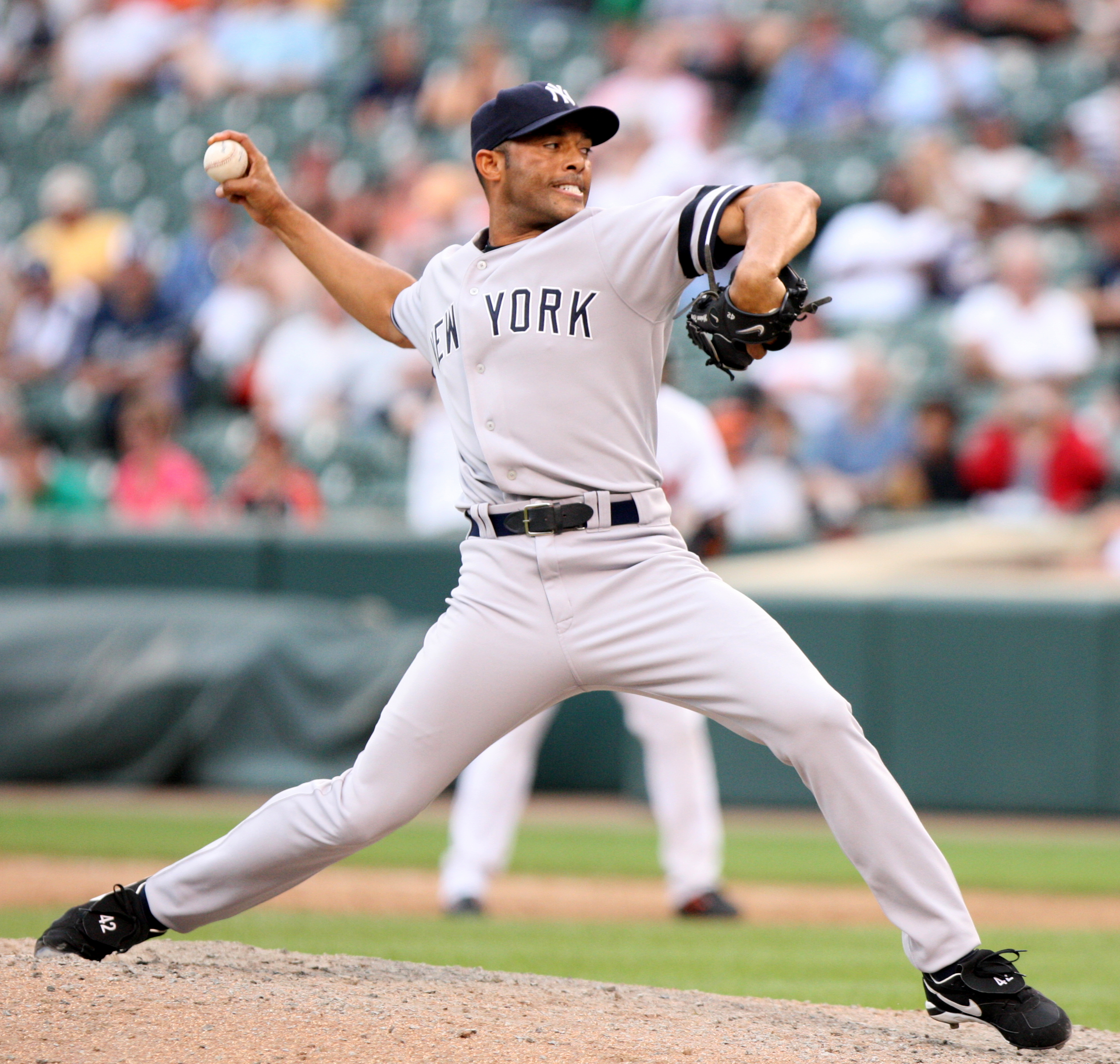
Mariano Rivera es el líder de todos los tiempos en salvamentos de las Grandes Ligas.

En el béisbol, un salvamento o juego salvado (en inglés save, abreviado SV o S) se le atribuye a un lanzador que termina un juego para el equipo ganador en determinadas circunstancias. El número de salvamentos, o el porcentaje de oportunidades de salvamento convertidas con éxito, es una estadística muy citada para lanzadores relevistas, en particular los del rol de cerrador. Se convirtió en una estadística oficial de las Grandes Ligas (MLB) en 1969. Mariano Rivera es el líder de todos los tiempos en la temporada regular de las Grandes Ligas con 652 salvamentos.

## Historia
El término salvamento estaba siendo ya utilizado en 1952. Los ejecutivos Jim Toomey de los Cardenales de San Luis, Allan Roth de los Dodgers de Los Ángeles e Irv Kaze de los Piratas de Pittsburgh concedieron salvamentos a los lanzadores que terminaron un juego ganado, pero no eran acreditados con la victoria, independientemente del margen de victoria. La estadística pasó casi desapercibida.
Una fórmula con más criterios para el salvamento fue inventada en 1960 por el escritor de béisbol Jerome Holtzman. En su opinión, las estadísticas existentes en el momento, promedio de carreras permitidas (ERA) y récord de victorias y derrotas (W-L), no medían suficientemente la eficacia de los relevistas. La efectividad no cuenta para los corredores heredados que un relevista permite que anoten, y las victorias no cuentan para relevistas que protegen las carreras de ventaja. Elroy Face de los Piratas de Pittsburgh tuvo marca de 18-1 en 1959; sin embargo, Holtzman escribió que en 10 de esas 18 victorias, Face permitió la carrera del empate o desventaja, pero se llevó la victoria cuando la ofensiva de los Piratas recuperaron la ventaja. Holtzman consideró que Face fue más eficaz el año anterior, cuando tuvo marca de 5-2. Holtzman presentó la idea al editor del The Sporting News, J. G. Taylor Spink, y desde entonces registró la estadística de salvamento de manera no oficial por nueve años, antes de convertirse en oficial en 1969. En conjunción con la publicación de la estadística, The Sporting News también presentó en 1960 el Fireman of the Year Award (Premio Bombero del Año), que se otorgaba sobre la base de una combinación de salvamentos y victorias.
El salvamento se convirtió en una estadística oficial de MLB en 1969. Fue la primera estadística nueva e importante de la MLB desde que la carrera impulsada se añadió en 1920. El primer salvamento registrado se le acredita a Bill Singer, quien lanzó tres entradas en blanco en relevo de Don Drysdale en la victoria 3-2 de los Dodgers de Los Ángeles sobre los Rojos de Cincinnati en el Crosley Field, el 7 de abril de ese año.

## Reglas
En las estadísticas de béisbol, el término salvamento se utiliza para indicar el mantenimiento con éxito de una ventaja por un lanzador de relevo, usualmente el cerrador, hasta el final del juego. Un salvamento es una estadística acreditada a un lanzador de relevo, según se establece en la Regla 10.19 de las Reglas Oficiales de las Grandes Ligas. Esa norma establece que el anotador oficial acreditará un salvamento a un lanzador cuando este cumple con las siguientes cuatro condiciones:
1. Él es el lanzador que termina un partido ganado por su equipo;
2. No es el lanzador ganador;
3. Se le atribuye al menos ⅓ de una entrada lanzada; y
4. Satisface una de las siguientes condiciones:
  1. Entra en el juego con una ventaja de no más de tres carreras y lanza por lo menos una entrada
  2. Entra en el juego, independientemente de la cuenta, con la potencial carrera de empate en base, al bate o en el círculo de espera
  3. Lanza por lo menos tres entradas.

Si un lanzador de relevo satisface todos los criterios para un salvamento, excepto que no termina el juego, se le atribuye un hold (una estadística no reconocida oficialmente por las Grandes Ligas).
Un salvamento desperdiciado (en inglés blown save, abreviado BSV, BS o B) se le atribuye a un lanzador que entra a un juego en una situación que le permita obtener un salvamento (en inglés save situation o save opportunity), pero permite anotar la carrera del empate. Se debe tener en cuenta que si la carrera del empate llegó por medio de un corredor que ya estaba en base cuando el nuevo lanzador entró en juego, ese nuevo lanzador cargará con un salvamento desperdiciado a pesar de que la carrera no se cargará en el nuevo lanzador, sino al lanzador que permitió al corredor alcanzar la base. Si el relevista permite la carrera del empate o desventaja, pero el equipo del relevista gana el juego, se le atribuye la victoria al relevista. Debido a esta definición, un lanzador no puede desperdiciar múltiples veces un salvamento en un juego a menos que tenga múltiples oportunidades de salvamento, una situación que solo es posible cuando un lanzador cambia temporalmente de posiciones defensivas. El salvamento desperdiciado fue introducido por el Rolaids Relief Man Award en 1988. Un lanzador que entra al juego en una situación de salvamento y no termina el juego, pero su equipo sigue líder, no es cargado con una oportunidad de salvar. El porcentaje de salvamento (save percentage) es la relación de salvamentos y oportunidades de salvar.
En 1974, se adoptaron criterios más estrictos para salvamentos, estableciendo que la carrera del empate tenía que estar en base o al bate cuando el relevista entrara para calificar como salvamento (a menos que lanzara tres entradas). La regla cambió en 1975 para acreditar un salvamento a un relevista que lanzara al menos una entrada con no más de tres carreras de ventaja, o entrara con corredores en base pero la potencial carrera del empate en el círculo de espera. En 2000, Rolaids empezó a registrar un salvamento difícil (tough save) cuando un lanzador entra en una situación de salvamento con la carrera del empate ya en la base, pero aun así obtiene el salvamento.

## Líderes en Grandes Ligas

### Salvamentos
La estadística fue oficialmente introducida en 1969, aunque investigaciones han identificado salvamentos anteriores a esa fecha.

#### Mayor cantidad de salvamentos en la carrera
Se muestran los jugadores de Grandes Ligas con la mayor cantidad de salvamentos en su carrera.
Estadísticas actualizadas hasta la temporada 2016
Leyenda
| Jugador     | Nombre del jugador                          |
| Salvamentos | Salvamentos en su carrera                   |
| Años        | El número de años que jugó en Grandes Ligas |
| **          | Electo al Salón de la Fama del Béisbol      |
| *           | Lanzador activo                             |
| L           | Lanzador zurdo                              |

| Temporada regular   | Temporada regular | Temporada regular    |
| Jugador             | Salvamentos       | Años                 |
| ------------------- | ----------------- | -------------------- |
| Mariano Rivera**    | 652               | 1995–2013            |
| Trevor Hoffman      | 601               | 1993–2010            |
| Lee Smith           | 478               | 1980–1997            |
| John FrancoL        | 424               | 1984–2005            |
| Francisco Rodríguez | 437               | 2002–2017            |
| Billy WagnerL       | 422               | 1995–2010            |
| Dennis Eckersley**  | 390               | 1975–1998            |
| Joe Nathan          | 377               | 1999–2016            |
| Jeff Reardon        | 367               | 1979–1994            |
| Troy Percival       | 358               | 1995–2005, 2007–2009 |

#### Mayor cantidad de salvamentos en una temporada
Estadísticas actualizadas hasta la temporada 2016
| Temporada regular    | Temporada regular | Temporada regular             | Temporada regular |
| Jugador              | Salvamentos       | Equipo                        | Año               |
| -------------------- | ----------------- | ----------------------------- | ----------------- |
| Francisco Rodríguez* | 62                | Los Angeles Angels of Anaheim | 2008              |
| Bobby Thigpen        | 57                | Chicago White Sox             | 1990              |
| Edwin Díaz           | 57                | Seattle Mariners              | 2018              |
| Éric Gagné           | 55                | Los Angeles Dodgers           | 2003              |
| John Smoltz**        | 55                | Atlanta Braves                | 2002              |
| Mariano Rivera**     | 53                | New York Yankees              | 2004              |
| Trevor Hoffman       | 53                | San Diego Padres              | 1998              |
| Randy MyersL         | 53                | Chicago Cubs                  | 1993              |
| Éric Gagné           | 52                | Los Angeles Dodgers           | 2002              |
| Jeurys Familia*      | 51                | New York Mets                 | 2016              |
| Mark Melancon*       | 51                | Pittsburgh Pirates            | 2015              |
| Jim Johnson*         | 51                | Baltimore Orioles             | 2012              |
| Rod Beck             | 51                | Chicago Cubs                  | 1998              |
| Dennis Eckersley**   | 51                | Oakland Athletics             | 1992              |
| Jim Johnson*         | 50                | Baltimore Orioles             | 2013              |
| Craig Kimbrel*       | 50                | Atlanta Braves                | 2013              |
| Mariano Rivera**     | 50                | New York Yankees              | 2001              |

#### Mayor cantidad de salvamentos consecutivos
Estadísticas actualizadas hasta la temporada 2015
| Temporada regular | Temporada regular | Temporada regular                     | Temporada regular | Temporada regular |
| Año               | Salvamentos       | Equipo(s)                             | Años              | Ref               |
| ----------------- | ----------------- | ------------------------------------- | ----------------- | ----------------- |
| Éric Gagné        | 84                | Los Angeles Dodgers                   | 2002-2004         | [ 10 ]            |
| Tom Gordon        | 54                | Boston Red Sox                        | 1998-1999         | [ 10 ]            |
| Jeurys Familia*   | 52                | New York Mets                         | 2015-2016         | [ 10 ]            |
| José Valverde*    | 51                | Detroit Tigers                        | 2010-2011         | [ 11 ]            |
| John Axford*      | 49                | Milwaukee Brewers                     | 2011-2012         | [ 12 ]            |
| Brad Lidge        | 47                | Houston Astros, Philadelphia Phillies | 2007-2009         | [ 10 ]            |
| Grant Balfour     | 44                | Oakland Athletics                     | 2012-2013         | [ 13 ]            |
| Brad Ziegler      | 43                | Arizona Diamondbacks                  | 2015-2016         | [ 10 ]            |
| Rod Beck          | 41                | San Francisco Giants                  | 1993-1995         | [ 10 ]            |
| Trevor Hoffman    | 41                | San Diego Padres                      | 1997-1998         | [ 10 ]            |
| Heath Bell        | 41                | San Diego Padres                      | 2010-2011         | [ 10 ]            |
| Dennis Eckersley† | 40                | Oakland Athletics                     | 1991-1992         | [ 14 ]            |

### Salvamentos desperdiciados

#### Carrera
Estadísticas actualizadas hasta la temporada 2007
| Temporada regular | Temporada regular          | Temporada regular |
| Jugador           | Salvamentos desperdiciados | Años              |
| ----------------- | -------------------------- | ----------------- |
| Goose Gossage†    | 112                        | 1972–1994         |
| Rollie Fingers†   | 109                        | 1968–1985         |
| Jeff Reardon      | 106                        | 1979–1994         |
| Lee Smith         | 103                        | 1980–1997         |
| Bruce Sutter†     | 101                        | 1976–1988         |
| John FrancoL      | 101                        | 1984–2005         |
| Sparky LyleL      | 95                         | 1967–1982         |
| Roberto Hernández | 94                         | 1991–2007         |
| Gene Garber       | 83                         | 1969–1988         |
| Kent Tekulve      | 81                         | 1974–1989         |

#### Temporada
Estadísticas actualizadas hasta la temporada 2007
| Temporada regular | Temporada regular          | Temporada regular | Temporada regular |
| Jugador           | Salvamentos desperdiciados | Equipo            | Año               |
| ----------------- | -------------------------- | ----------------- | ----------------- |
| Gerry Staley      | 14                         | Chicago White Sox | 1960              |
| Rollie Fingers†   | 14                         | Oakland Athletics | 1976              |
| Bruce Sutter†     | 14                         | Chicago Cubs      | 1978              |
| Bob Stanley       | 14                         | Boston Red Sox    | 1983              |
| Ron Davis         | 14                         | Minnesota Twins   | 1984              |
| John HillerL      | 13                         | Detroit Tigers    | 1976              |
| Goose Gossage†    | 13                         | New York Yankees  | 1983              |
| Jeff Reardon      | 13                         | Montréal Expos    | 1986              |
| Dan PlesacL       | 13                         | Milwaukee Brewers | 1987              |
| Dave RighettiL    | 13                         | New York Yankees  | 1987              |